# John Berg (padre)
John Marcus Berg, FSSP (nascido em 1970) é um padre católico americano e ex-superior geral da Fraternidade Sacerdotal de São Pedro. Foi eleito em 7 de julho de 2006 pelo Capítulo Geral da Fraternidade em sua casa mãe em Wigratzbad, Alemanha, para um mandato de seis anos. Pe. Berg foi eleito para um segundo mandato como Superior Geral no quinto Capítulo Geral da FSSP em julho de 2012. O segundo mandato de Berg como Superior Geral foi concluído em 9 de julho de 2018.

## Biografia
O padre Berg nasceu em uma família católica em Minnesota em 1970. Pe. Berg se formou na Academia dos Santos Anjos em Richfield, MN. Berg estudou filosofia no Thomas Aquinas College, na Califórnia, de 1989 a 1993, onde discerniu uma vocação para o sacerdócio. Em 1994, ingressou no seminário da Fraternidade em Wigratzbad, onde estudou por dois anos; concluiu seus estudos com uma Licenciatura em Teologia Dogmática pela Pontifícia Universidade da Santa Cruz, em Roma. Ordenado pelo Bispo James Timlin de Scranton em 6 de setembro de 1997, trabalhou como pastor e como professor de seminário. Até sua eleição para Superior Geral, Berg foi capelão da Comunidade de Missa Latina de Sacramento, Califórnia.
Em 7 de julho de 2007, o primeiro aniversário da eleição de Berg como Superior Geral, o Papa Bento XVI emitiu o motu proprio Summorum Pontificum, afirmando que os padres de rito latino da Igreja Católica são livres para usar o Missal Romano de 1962 tanto em particular quanto, sob certas condições, publicamente. De acordo com as regras que regem a sociedade da qual se tornou superior geral, Berg celebrou Missa Baixa, Missa Cantada e Missa Solene em latim usando esta forma do Rito Romano.
Depois de deixar o cargo de Superior da FSSP, Berg foi nomeado pastor da Igreja de Mary's Church on Broadway em Providence, Rhode Island. Em agosto de 2021, ele foi transferido para a Igreja da Imaculada Conceição em Omaha, Nebraska.